# 博尼托德桑塔费
博尼托德桑塔费是巴西帕拉伊巴州的一个市镇。总面积228.326平方公里，总人口9368人，人口密度41人/平方公里。